# مرادآباد نورعلي (مقاطعة دلفان)
مرادآباد نورعلي (بالفارسية: مرادآباد نورعلی) هي قرية تقع في قسم نورعلي الريفي بمقاطعة دلفان في إيران. يقدر عدد سكانها بـ 863 نسمة بحسب إحصاء 2016.